# Президентские выборы в Кот-д’Ивуаре (2020)
Президентские выборы в Кот-д’Ивуаре прошли 31 октября 2020 года. На них победил действующий президент Алассан Уаттара, набравший 94,27% голосов. Оппозиция отказалась признавать результаты из-за низкой явки и многочисленных нарушений.

## Предыстория
Президент Кот-д’Ивуара избирается раз в пять лет всеобщим тайным голосованием. Если в первом туре ни один кандидат не получает большинства, назначается второй тур. После избрания главы государства парламент выбирает вице-президента. Согласно Конституции 2016 года, президент и вице-президент ограничены двумя сроками подряд.
В январе 2017 года действующий глава государства Алассан Уаттара заявил, что он не будет баллотироваться снова после двух президентских сроков (2010—2015 и 2015—2020). Бывший премьер-министр Гийом Соро, живущий во Франции, объявил о своём намерении участвовать в выборах. Однако 29 апреля 2020 года он был заочно приговорён к 20 годам тюремного заключения и штрафу в 7,6 миллиона долларов. Адвокаты Соро утверждали, что таким образом ему помешали выдвинуть свою кандидатуру.
В марте 2020 года правящая партия, Объединение уфуэтистов за демократию и мир, объявила своим кандидатом премьер-министра Амаду Гона Кулибали, но 8 июля тот умер.
14 сентября Конституционный Совет утвердил четырёх кандидатов из 44 претендентов. Это были:
- Алассан Уаттара, действующий президент;
- Анри Конан Бедье, бывший президент;
- Паскаль Аффи Н’Гессан, бывший премьер-министр;
- Куадио Конан Бертен, Демократическая партия Кот-д’Ивуара.

Постановление Конституционного Совета вызвало бурные протесты.

## Выборы и их результаты
Голосование состоялось 31 октября 2020 года. В ряде населенных пунктах, включая столицу страны Ямусукро, в этот день было затруднено движение транспорта, а въезды в города были перекрыты баррикадами. Наблюдателям от ЭКОВАС пришлось добираться до Абиджана на вертолете. Сторонники оппозиции напали на несколько автоколонн проправительственных деятелей, в некоторых случаях стреляя или поджигая машины. Несколько человек были убиты в столкновениях в Тумоди и Тьебиссу. Ивуарийская неправительственная организация Indigo, поддерживаемая Национальным демократическим институтом, подсчитала, что 23 % избирательных участков были закрыты, а 6 % пришлось закрыть досрочно до завершения процесса подсчета голосов и объявления результатов.
По официальным данным, действующий президент Алассан Уаттара получил 94,27 % голосов. За Бедье проголосовали 1,99 %, за Н’Гессана 1,66 % и за Бертена 0,99 %.
Оппозиция объявила, что не признает законность выборов из-за многочисленных нарушений и низкой явки избирателей. Она призвала «начать гражданский переходный период, чтобы создать условия для честных, прозрачных и инклюзивных выборов». Однако по частным вопросам возникли разногласия: представители PDCI, Гийом Соро, Симона Гбагбо и Н’Гессан заявили, что переходное правительство должно быть сформировано немедленно, а руководство партии FPI считало, что для этого ещё нет условий и что необходимо движение гражданского неповиновения. чтобы законным путём принудить Уаттару к переговорам.